# Dinastía de los Bokassa
La Dinastía de los Bokassa fue una familia noble e imperial de África. Su fundador Bokassa I gobernó como emperador en los territorios del Imperio Centroafricano del 4 de diciembre de 1976 y hasta que fue derrocado el 21 de septiembre de 1979.

## Establecimiento e historia
La Casa de Bokassa fue creada en 1976, cuando Jean-Bédel Bokassa, ex autoritario presidente de la República Centroafricana, cambió el nombre del estado y lo transformó en una monarquía. Jean-Bédel Bokassa fue declarado príncipe y heredero del trono imperial. Su sexta esposa que el emperador tenía un harén de diecinueve años, también después de convertirse al catolicismo Catherine Denguiadé la hizo Su Majestad Imperial la Emperatriz de África Central.
La casa gobernante fue depuesto junto con el emperador Bokassa I cuando fue sucedido como jefe de Estado por David Dacko en 1979. Bokassa siguió considerando a sí mismo el jefe de Estado en el exilio. Jean-Bédel Bokassa II es el actual pretendiente al trono imperial de África Central y el actual jefe de la familia imperial.
El emperador fue condenado a muerte por asesinato en ausencia. Más tarde cumplió una condena de cárcel en su país de origen, fue indultado y murió de causas naturales en 1996.

## Ancestros
El más remoto ancestro conocido de la Casa Imperial era Dobogon Gbo Hosegoton Bokassa, quien vivió en el siglo XVII. El emperador Bokassa era hijo de Mindogon Mbougdoulou, un noble tribal que reinó en su lugar de nacimiento y que estaba casado con Marie Yokowo. Otros parientes lejanos probablemente existen desde el lado de los tíos de Bokassa, los otros hijos de su abuelo Mbalanga, quien, con exclusión de su padre, fue de un gran número de 31.

## Descendencia
Bokassa tuvo 50 hijos de sus 17 esposas. Entre ellas se encuentran:
- Georges (Jorge) Bokassa, 24 de diciembre de 1949. Entre otros, él es el padre de Romuald (Romualdo) Bokassa y Estelle-Marguerite (Estela Margarita) Bokassa;
- Martine (Martina) Bokassa, nacido el 2 de febrero de 1953. Ella es la madre de seis hijos, entre los cuales están Jean-Barthélémy (Juan Bartolomé) Dédéavode-Bokassa Marie-Catherine (María Catalina) Yokowo Dédéavode-Bokassa;
- Jean-Charles (Juan Carlos) Bokassa;
- Saint-Cyr (San Quirico) Bokassa;
- Saint-Sylvestre (Silvestre) Bokassa;
- Jean-le-Grand (Juan el Grande) Bokassa;
- Charlemagne (Carlomagno) Bokassa;
- Jean-Serge (Juan Sergio) Bokassa;
- Jean-Bedel (Juan Bedel) Bokassa, el príncipe heredero;
- Jean-Bedel (Juan Bedel) Bokassa Jr., nacido en 1985, último hijo del emperador Bokassa registrado.

Bokassa también adoptó varios hijos, tres de los cuales eran africanos. Uno de ellos, sin embargo, nació en Vietnam como Martine Nguyen Thi Bai y se convirtió Martine Bokassa sobre su adopción.

## Otros parientes que llevan títulos imperiales
- Catherine (Catalina) Bagalama, hermana de Bokassa I
- Constantin (Constantino) Mbalanga, primo de Bokassa I
- Élisabeth (Isabel) Kpomanzia, tía de Bokassa I